# Nomisia kabuliana
Nomisia kabuliana är en spindelart som beskrevs av Roewer 1961. Nomisia kabuliana ingår i släktet Nomisia och familjen plattbuksspindlar.
Artens utbredningsområde är Afghanistan. Inga underarter finns listade i Catalogue of Life.